# میشل تور
میشل تور (به انگلیسی: Michèle Torr) (زاده ۷ آوریل ۱۹۴۷) خواننده فرانسوی است.
او نماینده لوکزامبورگ در یوروویژن ۱۹۶۶ بود و همچنین نماینده موناکو در یوروویژن ۱۹۷۷ بود.